# Séisme de 2010 au Québec
 (février 2023).
Si vous disposez d'ouvrages ou d'articles de référence ou si vous connaissez des sites web de qualité traitant du thème abordé ici, merci de compléter l'article en donnant les références utiles à sa vérifiabilité et en les liant à la section « Notes et références ».
Le séisme de 2010 au Québec est un séisme d'une magnitude de 5,0 Mw, qui s'est produit le 23 juin 2010 à 13 h 41 min 41 s (HAE),. L'épicentre est situé à 35 km de Buckingham, un secteur municipal de Gatineau. Il a duré de 10 à 40 secondes, selon l'endroit.
Une trentaine de répliques ont été enregistrées à la suite du séisme.

## Épicentre

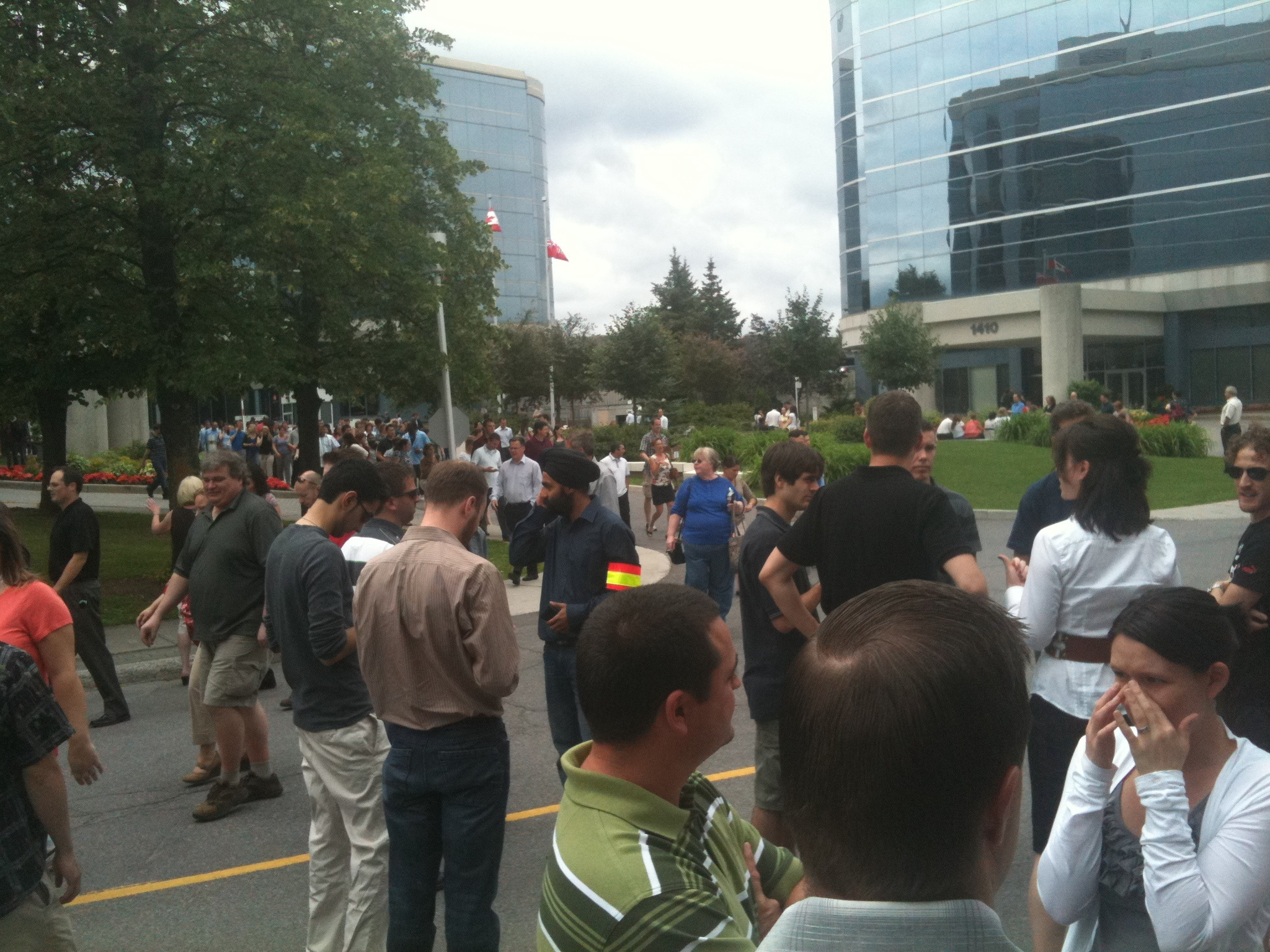
Gens évacués à Ottawa, en Ontario, après le tremblement de terre.

L'épicentre est situé au Lac Écho, dans la municipalité de Val-des-Bois, à 46 km au nord-est de Gatineau. Il a été ressenti dans les régions de Montréal, Québec, Toronto, Ottawa, Détroit, Windsor, Boston, Delaware, New York et Chicago. C'était le tremblement de terre le plus violent dans la vallée de l'Outaouais depuis 1998, lorsqu'un séisme de magnitude 5,4 a frappé la région. Dans la zone sismique de l'Ouest du Québec, il s'agit du premier séisme modéré depuis le 20 avril 2002, alors qu'un séisme de magnitude 5,5 s'est produit.

## Dommages

### Colline parlementaire
Les activités de la colline du parlement ont été interrompu. Plusieurs médias ont également diffusé une vidéo d'une conférence de presse du député du Nouveau Parti démocratique, Don Davies, perturbée par le tremblement de terre. Une session du sénat du Canada a également été interrompue, menant à une session sans précédent du Sénat à l'extérieur sur la pelouse de la Colline du Parlement, afin qu'un ajournement formel pour la journée puisse avoir lieu. Le ministre de l'environnement Jim Prentice était en interview lorsque les chaises se sont mises à bouger. 
Également, des fissures sont apparues dans l'édifice de la Tribune de la presse parlementaire.

### Électricité
À Ottawa, l'électricité a été coupée dans une partie du quartier Golden Triangle au centre-ville.
Hydro-Québec rapporte plus de 1 300 résidences privés de courant.

### Éducation
L'Ottawa-Carleton District School Board a évacué la plupart de ses écoles, mais les élèves ont été autorisés à revenir jusqu'à lorsque la situation soit jugée sécuritaire. De nombreuses écoles ont subi des dommages mineurs et forcé la fermeture temporaire de huit établissements.

### Municipal
La ville de Gracefield déclare l'état d'urgence en raison de nombreux bâtiments endommagés incluant certains bâtiments administratifs. 
À Ottawa, des fenêtres de l'hôtel de ville se sont brisées et des dommages mineurs ont été rapporté à la bibliothèque publique ainsi que deux arénas.
Les immeubles de bureaux d'Ottawa et de Toronto ont été évacués.

### Transport
La route 307 a été fermé près de la hauteur de Bowman où un pont s'est partiellement effondré et aurait blessé un pêcheur. La ministre des Transports du Québec, Julie Boulet, a déclaré que des responsables procéderaient à des inspections les infrastructures dans la région de l'Outaouais pour s'assurer que rien d'autre n'était endommagé.[réf. nécessaire]
La ligne Trillium à Ottawa a interrompu son service jusqu'à 17 h et le Réseau de Transport Métropolitain dans le Grand Montréal a interrompu le service de ses lignes de train de banlieue sur une période similaire. À Toronto, le service de la commission de transport de Toronto et de GO Transit n'a pas été interrompu, tandis que les trains Via Rail en direction est ont été considérablement retardés.

### Télécommunication
Près de l'épicentre, de nombreux réseaux téléphoniques étaient hors service. Immédiatement après le tremblement de terre, le service de téléphonie cellulaire à Ottawa était en panne, peut-être surchargé par les appelants.